# Contrabbando a Shanghai
Contrabbando a Shanghai (Intrigue) è un film del 1947 diretto da Edwin L. Marin.

## Trama
Shanghai, alla fine della guerra, è allo stremo, e la parte più povera della popolazione – quella che non può permettersi di pagare gli altissimi prezzi dei beni di prima necessità al mercato nero – è addirittura ridotta alla fame. Appunto per contrabbando, durante la guerra, è stato processato e ritenuto colpevole dalla corte marziale l'aviatore americano Brad Dunham insieme agli altri tre uomini della sua squadriglia, condannati alla disonorevole espulsione dall'esercito. I tre compagni di Brad sono morti, uno dei quali per suicidio, non avendo sopportando l'onta dell'infamante (e probabilmente ingiusta) condanna. Ed è proprio di contrabbando, per ironia della sorte, che si occupa Brad: da una mansione di semplice manovalanza egli è riuscito ad assurgere al ruolo di partner – commerciale e sentimentale – di una delle maggiori boss del racket della metropoli cinese, Tamara Baranoff.
Una giovane donna chiede al barista dell'albergo dove risiede l'ex-militare di indicarle, quando fosse entrato nella rivendita, Brad Dunham, che evidentemente conosce di nome ma non di vista. Incontratolo, gli si presenta come Linda Arnold, e i due in breve tempo stringono amicizia. Linda lavora come assistente sociale in un orfanotrofio, presso il quale Brad si reca di sovente iniziando a rendersi conto della lamentevole situazione della popolazione.
In città arriva anche il giornalista Marc Andrews, un caro amico di Brad, e i due si incontrano casualmente. Marc ha il compito di scrivere articoli - su un importante quotidiano di Shanghai - proprio sul mercato nero.
In un susseguirsi di avvenimenti si scopre che il vero cognome di Linda è Parker: è la sorella di uno dei compagni aviatori di Brad, ed è venuta dagli Stati Uniti proprio per indagare – contattando l'unico sopravvissuto della squadriglia - sulla condanna del fratello, che ella ritiene ingiusta, e per riabilitarne la memoria; nello stesso tempo Marc – mentre tenta di far riaprire il processo che ha condannato l'amico, che presume essere estraneo ai fatti imputatigli - ha individuato i protagonisti del racket, e – prima che i malviventi lo uccidano – riesce a consegnare alle stampe un articolo in cui li smaschera, facendone i nomi.
Marc aveva appreso, amareggiato, che anche Brad faceva parte dell'organizzazione criminosa. Il suo articolo viene pubblicato, e ciò consente alle forze dell'ordine di sgominare i malavitosi. Tamara Baranoff – per la cui falsa testimonianza la squadriglia di Brad era stata condannata - muore in uno scontro a fuoco.
Brad (in qualche modo sfuggito all'arresto) si riunisce a Linda, fra i quali una storia d'amore si era intanto sviluppata.   